# Journal of Bamboo Research
Journal of Bamboo Research o Zhuzu Yanjiu Huikan (abreviado J. Bamboo Res.) es una revista con ilustraciones y descripciones botánicas que es publicada en Hangzhou desde el año 1982.